# Lijst van politieke partijen op Sint Eustatius
Dit is een lijst van de politieke partijen op Sint Eustatius. Sint Eustatius heeft een meerpartijenstelsel met een klein aantal politieke partijen.

## Partijen

### Actieve partijen
De actieve partijen zijn de partijen die hebben deelgenomen aan verkiezingen op Sint Eustatius sedert haar status van openbaar lichaam van Nederland.
- Democratische Partij (DP)
- Progressive Labour Party (PLP)
- St. Eustatius Empowerment Party (STEP)
- United People’s Coalition (UPC)

### Niet actieve of ter ziele gegane partijen
- People's National Democratic Party (PNDP)
- Sint Eustatius Alliance (SEA, fusie van WIPM, Pompier Movement en Christian Conservative Action Party)
- Sint Eustatius Independent People's Movement
- Statia's Liberal Action Movement (SLAM)
- Statia Reform Party of Sint Eustatius Reformist Party (SRP)
- Windward Islands People's Movement (WIPM) - afdeling Sint Eustatius

### Landelijke partijen met kandidaten uit St. Eustatius
Sinds de status van Sint Eustatius als openbaar lichaam van Nederland stemmen de inwoners ook voor de Tweede Kamerverkiezingen. De volgende landelijke politieke partijen leverden kandidaten van Sint Eustatius.
- CDA[2] (2017, 2021, alleen in kieskring 20 (Bonaire))
- Ubuntu Connected Front[3] (2021, in 13 kieskringen)
- BBB (2023, in kieskringen 9 (Amsterdam) en 20 (Bonaire))